# Анбашская (станция)
Анбашская (до 2001 станция, до 1962 — Амбашская) вспомогательный железнодорожный пост. Был открыт в 1960 году. Расположен в 102 км от Челябинска на линии Кыштым — Карабаш (Челябинский регион ЮУЖД). Анбаш осуществляется пропуск грузовых поездов, следующих по железнодорожной ветке Кыштым — Пирит. Находится в одноимённом посёлке, рядом с озером Нонькином.

## История
1955 г. была построена железная дорога широкой колеи Кыштым-Пирит. В постоянную эксплуатацию она была принята в 1960 г. Станция была открыта в этом же году для пассажирского и грузового движения. В 1976 году узкоколейка Кыштым-Карабаш была закрыта и разобрана. Осталась действовать только ширококолейка. Люди начали приезжать сюда в 1959—1960, кто приезжал подальше от города, кто-то ради работы на железнодорожных путях. Люди работали дежурными по станции, приёмосдатчиками.
Название станция получила по расположению от озера Анбаш. В 2001 году станция превращается в железнодорожный пункт. Сейчас на станции в день проходит 6-7 поездов, 42 поезда в неделю.

## Посёлок Анбаш и станция
Поселок железнодорожников, обслуживающих станцию, находится в административной связи с рабочим посёлком Тайгинка (административная территория Кыштыма).